# Sobieszczany
Sobieszczany – wieś w Polsce położona w województwie lubelskim, w powiecie lubelskim, w gminie Niedrzwica Duża.
Wieś szlachecka położona była w drugiej połowie XVI wieku w powiecie lubelskim województwa lubelskiego. W latach 1975–1998 miejscowość administracyjnie należała do ówczesnego województwa lubelskiego. Znajdowała się tu niegdyś stacja kolejowa na linii Pułankowice-Niedrzwica Kościelna. Linia ta została rozebrana w roku 1945.
Wieś stanowi sołectwo gminy Niedrzwica Duża. Według Narodowego Spisu Powszechnego z roku 2011 wieś liczyła 224 mieszkańców.
Wierni Kościoła rzymskokatolickiego należą do parafii św. Bartłomieja Apostoła w Niedrzwicy Kościelnej.

## Historia
Wieś notowana od roku 1403, zapewne istniała już w XIV wieku. Początkowo nazywana „Sobescian”, „Sebescian”, „Sobyescziani”. Własność szlachecka w latach 1409–1429 dziedzicem był Jakusz z Sobieszczan.

W wieku XV granice oznaczono: w 1442 z Kiełczowicami, w 1443 z Poczerślem, w 1464 z Kiełczowicami i Celinami. 1465 role „in Czelyna” w Sobieszczanach. W okresie całego XV wieku następuje w Sobieszczanach rozdrobnienie działów, poprzez sukcesje, wykupy zastawów etc...
Z początkiem wieku XVI we wsi jest już wyłącznie szlachta bez kmieci posiadająca ½, ¼ łana. Według Słownika geograficznego Królestwa Polskiego z roku 1902, w roku 1676 w Sobieszczanach jest takich działów 40, płacą pogłówne od 120 osób właścicieli i ich rodzin i 40 ludzi dworskich. Dominują nazwiska Sobieszczańskich, Skarbków, Grotów.